# Тухович
Тухович (пол. Tuchowicz) — село в Польщі, у гміні Станін Луківського повіту Люблінського воєводства. Населення — 465 осіб (2011).

## Історія
Станом на 1921 рік село та фільварок Тухович належали до гміни Тухович Луківського повіту Люблінського воєводства міжвоєнної Польщі.
За офіційним переписом населення Польщі 10 вересня 1921 року в селі Тухович налічувалося 44 доми і 343 мешканці (майже усі поляки-римо-католики). На однойменному фільварку було 7 будинків та 132 мешканці, з них:
- 116 римо-католиків, 16 православних;
- 115 поляків, 12 українців, 5 осіб іншої національності.

У 1975—1998 роках село належало до Седлецького воєводства.

## Демографія
Демографічна структура станом на 31 березня 2011 року:
|          | Загалом | Допрацездатний вік | Працездатний вік | Постпрацездатний вік |
| -------- | ------- | ------------------ | ---------------- | -------------------- |
| Чоловіки | 226     | 56                 | 144              | 26                   |
| Жінки    | 239     | 55                 | 136              | 48                   |
| Разом    | 465     | 111                | 280              | 74                   |